# 埃瑟尔
埃瑟尔（德語：Essel，發音：[ˈɛsl̩]）是德国下萨克森州海德县的市镇，面积34.15平方千米，2023年12月31日人口为1,197人。